# NGC 1201
NGC 1201 je galaksija u zviježđu Kemijska peć.

## Vanjske poveznice
- SEDS: NGC 1201